# 47-я армия (СССР)
47-я армия — оперативное войсковое объединение в составе ВС СССР.

## История

### 1941 год
47-я армия была сформирована 1 августа 1941 года на основании приказа командующего Закавказским военным округом от 26 июля 1941 года в составе Закавказского военного округа на базе 28-го механизированного корпуса с целью прикрытия государственной границы СССР с Ираном. Первоначально в армию входили 236-я стрелковая дивизия, 63-я и 76-я горнострелковые, 6-я и 54-я танковые дивизии, 116-й и 456-й артиллерийские полки, 347-й истребительный авиационный полк и другие части.
23 августа армия была включена в состав Закавказского фронта, 30 декабря преобразованного в Кавказский фронт, и до конца года выполняла задачи по прикрытию государственной границы. Принимала непосредственное участие в Иранской операции (Иранском походе), вступив на территорию Иранского Азербайджана с территории Азербайджанской ССР. Армия заняла весь Иранский Азербайджан, в том числе города Ардебиль и Тебриз. Развивая наступление, армия овладела городом Дильман в 100 км к западу от Тебриза, а затем городом Урмия.

### 1942 год
В конце января армия была передислоцирована на Керченский полуостров, где 28 января была включена в состав Крымского фронта.
В первой половине мая армия наряду с другими армиями фронта вела бои с силами противника, перешедшими в наступление в направлении на город Керчь и после продолжительных боёв оставила Керченский полуостров, эвакуировавшись на Таманский полуостров.
20 мая армия была включена в состав Северо-Кавказского фронта, 17 августа — в состав Новороссийского оборонительного района, а 5 сентября — в состав Черноморскую группу войск Закавказского фронта 2-го формирования.
С 19 августа по 26 сентября армия принимала участие в Новороссийской операции.

### 1943 год
С января по первую половину марта армия в составе Северо-Кавказского фронта вела наступательные бои в районе Новороссийска и в направлении станицы Крымская.
В середине марта с передачей соединений и частей в состав 18-й и 56-й армий полевое управление 47-й армии было выведено в резерв Северо-Кавказского фронта и передислоцировано в район Майкопа, где приняло в своё подчинение новые войска.
3 апреля армия была передана в резерв Ставки ВГК и вскоре была перегруппирована в район города Россошь.
С 10 апреля армия входила в состав Резервного фронта, с 15 апреля — в состав Степного военного округа, а с 9 июля — в состав Степного фронта.
1 августа 47-я армия была передана Воронежскому фронту, в составе которого принимала участие в ходе Белгородско-Харьковской операции и освобождении Украины.
23-й стрелковый корпус 47-й армии вышел к Днепру в районе города Канев. Командир корпуса генерал-майор Чуваков лично организовывал форсирование реки, и 25 сентября штурмовые подразделения форсировали Днепр, захватив два плацдарма у сёл Селище и Пекари. Находясь на левом берегу реки, Чуваков посылал на плацдармы постоянные подкрепления, и к 29 сентября были переправлены две истребительно-противотанковые и один миномётный полки, а также танковая бригада. В тот же день командный пункт был перенесён на плацдарм, причём Чуваков форсировал реку вплавь из-за повреждённой переправы. В октябре корпус, удерживая плацдарм, позволил переправиться основным силам 47-й армии, а также своими атаками расширил плацдарм.
В ходе форсирования Днепра и боёв на плацдарме отвагу и мастерство проявил командир 23-й стрелковой дивизии 23-го стрелкового корпуса 47-й армии Воронежского фронта генерал-майор А. И. Королёв. После освобождения г. Гадяч за последующие 12 дней дивизия прошла с боями более 200 километров, штурмом овладела Гельмязов и другими населенными пунктами и вышла к Днепру у села Студенец (Каневский район, Киевская, ныне Черкасская, область). Утром 25 сентября 1943 года передовые отряды дивизии генерала Королёва первыми в корпусе с ходу форсировали Днепр. На следующий день, 26 сентября, уже вся дивизия находилась на плацдарме. При отражении немецких контратак пехоты с танками проявил умение организовать прочную оборону, сорвав все попытки сбросить советские войска в Днепр, пройдя более 300 километров и освободив более 260 населенных пунктов.
Утром 29 сентября была отбита атака противника, после которой Александр Игнатьевич Королёв обошёл все подразделения с целью поднятия настроения бойцов. Во время артиллерийского обстрела генерал-майор был убит осколком разорвавшегося снаряда, попавшим в голову.
Тело генерала было вынесено с поля боя и было переправлено на левый берег Днепра. С воинскими почестями был похоронен в парке районного центра Гельмязов (ныне Золотоношский район, Черкасская область).
Указом Президиума Верховного Совета СССР от 23 октября 1943 года за успешное форсирование Днепра, прочное закрепление плацдарма на его западном берегу и проявленные при этом отвагу и геройство генерал-майору Александру Игнатьевичу Королёву посмертно присвоено звание Героя Советского Союза.
31 октября с передачей полосы обороны и войск армии 27-й и 38-й армиям полевое управление с несколькими армейскими частями было выведено в резерв Ставки ВГК в район Козелец.

### 1944 год
20 января армия была включена в состав 1-го Украинского фронта.
В феврале полевое управление 47-й армии было передислоцировано в район города Сарны и 25 февраля было передано вновь созданному 2-му Белорусскому фронту.
По состоянию на 10 марта 47-я армия имела в своём составе 77-й и 125-й стрелковые корпуса, 397-ю стрелковую дивизию и несколько отдельных частей.
Армия вела оборонительные бои на рубеже Ямны — Дубровица, а во второй половине марта наступала на ковельском направлении.
5 апреля армия была включена в состав Белорусского фронта, 16 апреля преобразованного в 1-й Белорусский фронт 2-го формирования.
В ходе Люблин-Брестской операции армия наряду с другими войсками фронта прорвала оборону противника, 6 июля освободила город Ковель, форсировала реку Западный Буг, вступив на территорию Польши.
В августе армия продолжила наступление и к концу месяца вышла к Висле в районе Варшавы. Армия, возобновив 10 сентября наступление, после четырёхдневных ожесточённых боёв 14 сентября овладела крепостью Прага.

### 1945 год

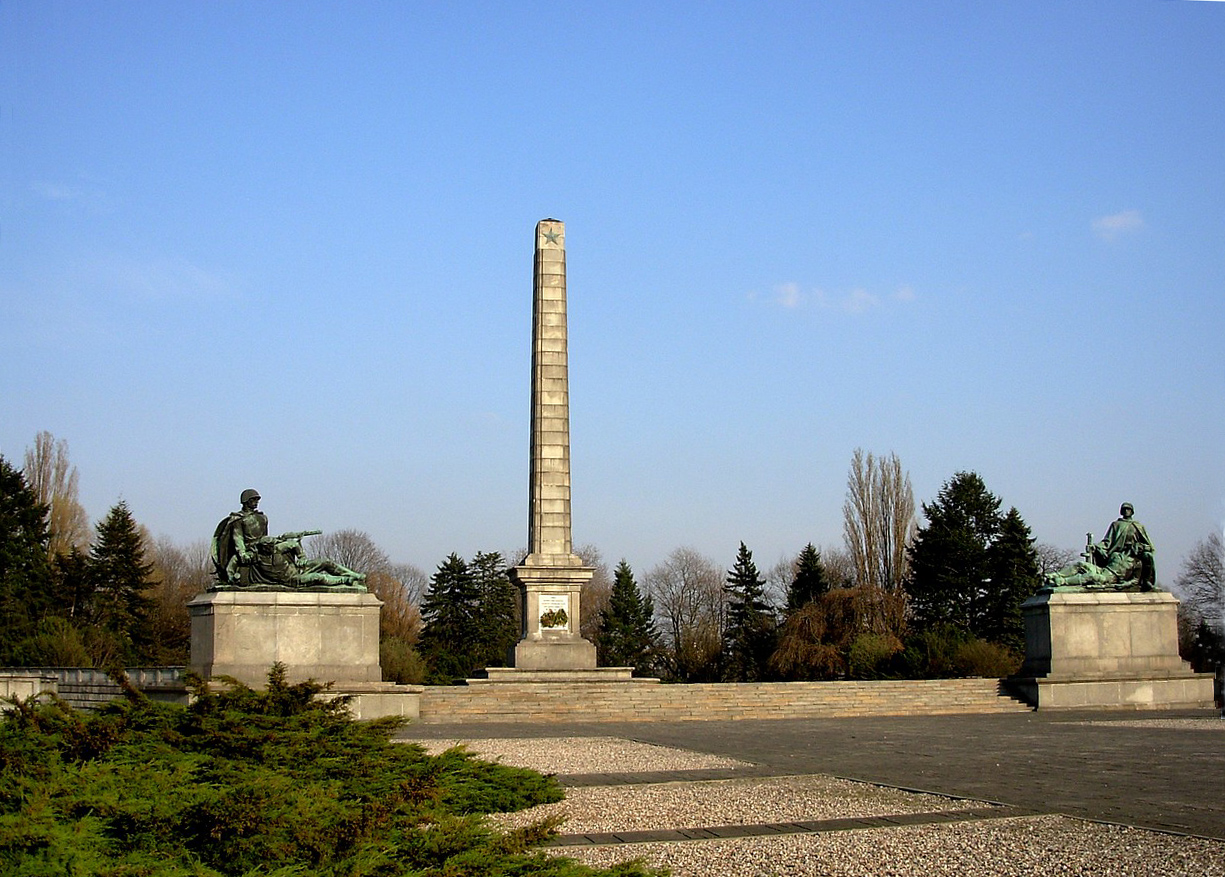
Военное мемориальное кладбище в Варшаве, где похоронены воины 47-й армии.

Армия участвовала в Варшавско-Познанской и Восточно-Померанской операциях. При поддержке 63-й гаубичной артиллерийской бригады успешно овладела несколькими городами Германии в Померании, разгромила окружённую группировку противника в городе Шнайдемюль (Пила), затем в наступлении на шеттинском направлении.
В ходе Берлинской наступательной операции 25 апреля армия наряду с 2-й гвардейской танковой армией вышла в район западнее Потсдама, где соединилась с 4-й гвардейской танковой армией, завершив окружение берлинской группировки противника.
К 8 мая армия вышла к Эльбе северо-западнее Бранденбурга.

Встреча представителей 47-й армии с британскими союзниками. Не фото слева направо: 4-й — генерал-лейтенант А. М. Андреев, командир 125-го стрелкового корпуса; генерал-лейтенант Брайн Хоррокс, командир 30-го армейского корпуса (Великобритания); генерал-лейтенант М. Б. Анашкин, командир 129-го стрелкового корпуса; ? ; полковник М. И. Павалий, начальник оперативного отдела штаба 47-й армии. Июль 1945 года.

### Послевоенный период
По окончании Великой Отечественной войны 47-я армия вошла в состав образованной 10 июня 1945 года Группы советских оккупационных войск в Германии. Управление дислоцировалось в г. Галле. С осени 1945 года начался вывод ранее входивших в состав армии корпусов на территорию СССР. Армия была расформирована к 25 февраля 1946 года.

## Состав армии
01.04.1944 77 ск (76, 143, 165, 234 сд), 125 ск (60, 175, 185, 260, 328 сд), 123 пап, 3 иптабр, 163 иптап, 32 минбр, 460 минп, 43, 75 гв. минп, 64 зенад (1979, 1983, 1987, 1991 зенап), 1488 зенап, 223, 230, 259 отп, 18 шисбр, 91, 257 оиб, 21, 108 пмб
01.05 77 ск (132, 143, 185, 234 сд), 125 ск (60, 76, 165, 328 сд), 175, 260 сд, 4 гв. кд [2 гв. кк], 123 пап, 3, 20 иптабр, 163, 533 иптап, 32 минбр, 460 минп, 64 зенад (1979, 1983, 1987, 1991 зенап), 1488 зенап, 57 тп [15 гв. кд], 230, 259 отп, 1204 сап, 59 одн брп, 18 шисбр, 91 оиб, 21, 108 пмб, 20 ооб
01.06 77 ск (132, 143, 185, 234 сд), 125 ск (60, 76, 175 сд), 129 ск (165, 260, 328 сд), 6 адп (21 лабр, 10 пабр, 18 габр, 118 тгабр, 2 минбр), 123 пап [148 пабр], 20 иптабр, 163, 533 иптап, 460 минп, 43, 75 гв. минп, 64 зенад (1979, 1983, 1987, 1991 зенап), 1488 зенап, 68 тбр, 230, 259 отп, 1204, 1295, 1821 сап, 31, 59 одн брп, 18 шисбр, 91 оиб, 21, 108 пмб, 10, 19, 20 ооб
01.07 77 ск (143, 185, 234 сд), 125 ск (60, 76, 175 сд), 129 ск (132, 165, 260 сд), 328 сд, 6 адп (21 лабр, 10 пабр, 18 габр, 118 тгабр, 2 минбр), 20 иптабр, 163 иптап, 460 минп, 64 зенад (1979, 1983, 1987, 1991 зенап), 1488 зенап, 68 тбр, 230, 259 отп, 298 гв. сап, 1204, 1295, 1821, 1892 сап, 31, 59 одн брп, 18 исбр, 21, 108 пмб, 10, 19, 20 ооб
01.08 77 ск (143, 185, 328 сд), 125 ск (76, 175, 234 сд), 129 ск (132, 165, 260 сд), 60 сд, 30 гв. пабр, 1091 кпап, 20, 40 иптабр, 163 иптап, 460 минп, 6 овпдаан, 64 зенад (1979, 1983, 1987, 1991 зенап), 1488 зенап, 259 отп, 298 гв. сап, 1204, 1295, 1821, 1892 сап, 31, 59 одн брп, 18 исбр, 21 пмб, 20 ооб
01.09 77 ск (60, 143, 185 сд), 125 ск (76, 175, 234 сд), 129 ск (132, 260, 328 сд), 4 кабр, 30 гв. пабр, 1091 кпап, 20, 40 иптабр, 163, 1070 иптап, 460 минп, 64 зенад (1979, 1983, 1987, 1991 зенап), 1488 зенап, 259 отп, 298 гв. сап, 1204, 1295, 1821, 1892 сап, 31, 59 одн брп, 18 исбр, 20 ооб
01.10 77 ск (143, 185, 234 сд), 125 ск (60, 76, 175 сд), 129 ск (132, 260, 328 сд), 22 ад (13 лабр, 59 пабр, 63 габр), 4 кабр, 30 гв. пабр, 124 габр БМ, 3 гв. иптабр, 20, 40 иптабр, 163 иптап, 460 минп, 5 гв. минд (16, 22, 23 гв. минбр), 56, 75, 94 гв. минп, 64 зенад (1979, 1983, 1987, 1991 зенап), 1488 зенап, 8 гв. тк (58, 59, 60 гв. тбр, 28 гв. мсбр, 62 гв. отп, 301 гв. сап, 1817 сап, 6 гв. мцб, 269 гв. минп, 307 гв. миндн, 300 гв. зенап), 298 гв. сап, 1821, 1892 сап, 31 одн брп, 18 исбр, 7 пмбр
01.11 77 ск (143, 185, 234 сд), 125 ск (60, 76, 175 сд), 129 ск (132, 260, 328 сд), 4 акп (5 адп (23 гв. лабр, 24 пабр, 9 габр, 86 тгабр, 100 габр БМ, 1 минбр), 6 адп (21 лабр, 10 пабр, 18 габр, 118 тгабр, 124 габр БМ, 2 минбр), 22 ад (13 лабр, 59 пабр, 63 габр)), 4 кабр, 30 гв. пабр, 3 гв. иптабр, 163 иптап, 460 минп, 37, 75, 94, 316 гв. минп, 4 овпдаан, 31 зенад (1376, 1380, 1386, 1392 зенап), 64 зенад (1979, 1983, 1987, 1991 зенап), 1488 зенап, 70 гв. отп, 334 гв. сап, 1204, 1416, 1892 сап, 274 омб ОСНАЗ, 31 одн брп, 18 исбр, 20 ооб, 177 орро
01.12 77 ск (185, 234, 328 сд), 125 ск (60, 76, 175 сд), 129 ск (132, 143, 260 сд), 22 адп (13 лабр, 59 пабр, 63 габр), 30 гв. пабр, 163 иптап, 460 минп, 75 гв. минп, 31 зенад (1376, 1380, 1386, 1392 зенап), 64 зенад (1979, 1983, 1987, 1991 зенап), 1488 зенап, 70 гв. отп, 334 гв. тсап, 1204, 1416, 1892 сап, 274 омб ОСНАЗ, 31 одн брп, 18 исбр, 20 ооб, 177 орро
01.01 77 ск (185, 234, 328 сд), 125 ск (60, 76, 175 сд), 129 ск (132, 143, 260 сд), 30 гв. пабр, 163 иптап, 460 минп, 75 гв. минп, 31 зенад (1376, 1380, 1386, 1392 зенап), 1488 зенап, 70 гв. отп, 334 гв. тсап, 1204, 1416, 1892 сап, 274 омб ОСНАЗ, 31 одн брп, 18 исбр, 20 ооб, 177 орро
01.02.1945 77 ск (185, 234, 328 сд), 125 ск (60, 76, 175 сд), 129 ск (132, 143, 260 сд), 22 адп (13 лабр, 59 пабр, 63 габр, 97 тгабр, 32 минбр, 6 тминбр, 41 гв. минбр), 30 гв. пабр, 4 гв. иптабр, 163 иптап, 460 минп, 75 гв. минп, 31 зенад (1376, 1380, 1386, 1392 зенап), 1488 зенап, 70 гв. ттп, 334 гв. тсап, 1204, 1416, 1892 сап, 31 одн брп, 18 исбр, 20 ооб, 177 орро
(по состоянию на 1 мая 1945 года)
Стрелковые войска:
- 77-й стрелковый корпус
  - 185-я стрелковая дивизия
  - 260-я стрелковая дивизия
  - 328-я стрелковая дивизия
- 125-й стрелковый корпус
  - 60-я стрелковая дивизия
  - 76-я стрелковая дивизия
  - 175-я стрелковая дивизия
- 129-й стрелковый корпус
  - 82-я стрелковая дивизия
  - 132-я стрелковая дивизия
  - 143-я стрелковая дивизия

Части артиллерии:
- 6-я артиллерийская дивизия прорыва
  - 21-я лёгкая артиллерийская бригада
  - 10-я пушечная артиллерийская бригада
  - 18-я гаубичная артиллерийская бригада
  - 2-я минометная бригада
- 30-я гвардейская пушечная артиллерийская бригада
- 163-й истребительно-противотанковый артиллерийский полк
- 460-й минометный полк
- 38-й гвардейский минометный полк реактивной артиллерии
- 305-й гвардейский минометный полк реактивной артиллерии
- 74-я зенитная артиллерийская дивизия
  - 445-й зенитный артиллерийский полк
  - 457-й зенитный артиллерийский полк
  - 498-й зенитный артиллерийский полк
  - 499-й зенитный артиллерийский полк
- 1489-й зенитный артиллерийский полк

Бронетанковые и моторизованные войска:
- 70-й гвардейский тяжелый танковый полк
- 334-й гвардейский тяжелый самоходный артиллерийский полк
- 1204-й самоходный артиллерийский полк
- 1416-й самоходный артиллерийский полк
- 1825-я самоходный артиллерийский полк
- 286-й отдельный моторизованный батальон особого назначения

Инженерные войска:
- 18-я инженерно-сапёрная бригада

Огнемётные части:
- 20-й отдельный огнемётный батальон
- 177-я отдельная рота ранцевых огнемётов

Войска связи:
- 79-й отдельный Кранознаменный[4] полк связи[5]

## Командование

### Командующие армией
- генерал-майор Новиков, Василий Васильевич (25 июля — 19 октября 1941 г.);
- генерал-майор Баронов, Константин Фёдорович (19 октября 1941 г. — 7 февраля 1942 г.);
- генерал-лейтенант Черняк, Степан Иванович (7 - 15 февраля 1942 г.);
- генерал-майор Колганов, Константин Степанович (16 февраля — 29 мая 1942 г.);
- полковник, с 30 мая 1942 - генерал-майор Котов, Григорий Петрович (29 май — 18 сентября 1942 г.);
- генерал-майор Гречко, Андрей Антонович (18 сентября — 19 октября 1942 г.);
- генерал-лейтенант Камков, Фёдор Васильевич (19 октября 1942 г. — 25 января 1943 г.);
- генерал-лейтенант Леселидзе, Константин Николаевич (25 января — 16 марта 1943 г.);
- генерал-майор Рыжов, Александр Иванович (17 марта — 12 июля 1943 г.);
- генерал-майор Козлов, Пётр Михайлович (13 июля — 3 августа 1943 г.);
- генерал-лейтенант Корзун, Павел Петрович (4 августа — 16 сентября 1943 г.);
- генерал-майор, с 20.10.1943 - генерал-лейтенант Жмаченко, Филипп Феодосьевич (17 сентября — 26 октября 1943 г.);
- генерал-лейтенант Поленов, Виталий Сергеевич (27 октября 1943 г. — 7 мая 1944 г.);
- генерал-лейтенант Гусев, Николай Иванович (7 мая — 17 ноября 1944 г.);
- генерал-майор, с 27 января 1945 - генерал-лейтенант Перхорович, Франц Иосифович (17 ноября 1944 г. — 25 февраля 1946 г.).

### Члены Военного совета
- полковой комиссар, с 1 декабря 1941 - бригадный комиссар Ярков, Алексей Константинович (25 июля 1941 г. — 11 февраля 1942 г.);
- бригадный комиссар Карпенков, Даниил Авдеевич (11 февраля — 21 июня 1942 г.);
- полковой комиссар, с 20 декабря 1942 - подполковник Тележкин Николай Засимович (11 февраля 1942 г. - 27 января 1943 г.);
- бригадный комиссар Абрамов, Иван Пантелеевич (21 июня — 26 август 1942 г.(погиб));
- контр-адмирал Горшков, Сергей Георгиевич (август — сентябрь 1942 г.);
- полковой комиссар, с 20 декабря 1942 - полковник Мальцев, Евдоким Егорович (8 сентября 1942 г. — 31 марта 1943 г.);
- полковник Булдович Роман Елисеевич (27 января - 26 марта 1943 г.);
- полковник Комаров Григорий Афанасьевич (31 марта — 12 июня 1943 г.);
- генерал-майор Кузьмин Пётр Васильевич (5 апреля 1943 г. - 13 января 1945 г.);
- генерал-майор Королёв, Иван Николаевич (12 июнь 1943 г. — 9 мая 1945 г.);
- полковник Савкин Виктор Георгиевич (13 января - 9 мая 1945 г.).

### Начальники штаба
- комбриг Труфанов, Николай Иванович (25 июля 1941 г. — 2 января 1942 г.);
- генерал-майор Хрящев, Андрей Алексеевич (2 января — 13 июня 1942 г.);
- полковник Васильев, Константин Павлович (13 июня — 2 сентября 1942 г.);
- генерал-майор Ермолаев, Александр Григорьевич (2 сентября — 30 октября 1942 г.);
- полковник Васильев, Константин Павлович (30 октября 1942 г. — 13 января 1943 г.);
- генерал-майор Дашевский, Яков Сергеевич (13 января — 7 марта 1943 г.);
- полковник Кристальный, Наум Самойлович (7 марта — 21 мая 1943 г.);
- полковник Иванов, Евгений Васильевич (21 мая — 26 ноября 1943 г.);
- генерал-майор Филипповский, Михаил Сергеевич (26 ноября 1943 г. — 12 июля 1944 г.);
- генерал-майор Лукьянченко, Григорий Сергеевич (22 июля 1944 г. —16 июня 1945 г.);
- полковник Повалин Михаил Иванович (12 - 22 июля 1944);
- генерал-майор Владимирский, Алексей Викторович (июнь 1945 г. — февраль 1946 г.)

### Командующие артиллерией
- полковник Гусев, Иван Фёдорович (февраль — ноябрь 1943 г.)
- генерал-лейтенант Годин, Григорий Васильевич (май 1944 — октябрь 1945)